# 이마이즈미 유이
이마이즈미 유이(일본어: 今泉佑唯, 1998년 9월 30일 ~ )는 일본의 배우, 모델이다. 아이돌 그룹 케야키자카46의 멤버로 연예계 데뷔했다.

## 출연 작품
- 빛의 아버지: 파이널 판타지 XIV (2019년) - 가타오카 역